# ساو فيليب
ساو فيليب بلدية في ولاية باهيا في المنطقة الشمالية الشرقية من البرازيل.